# Julia Schoch

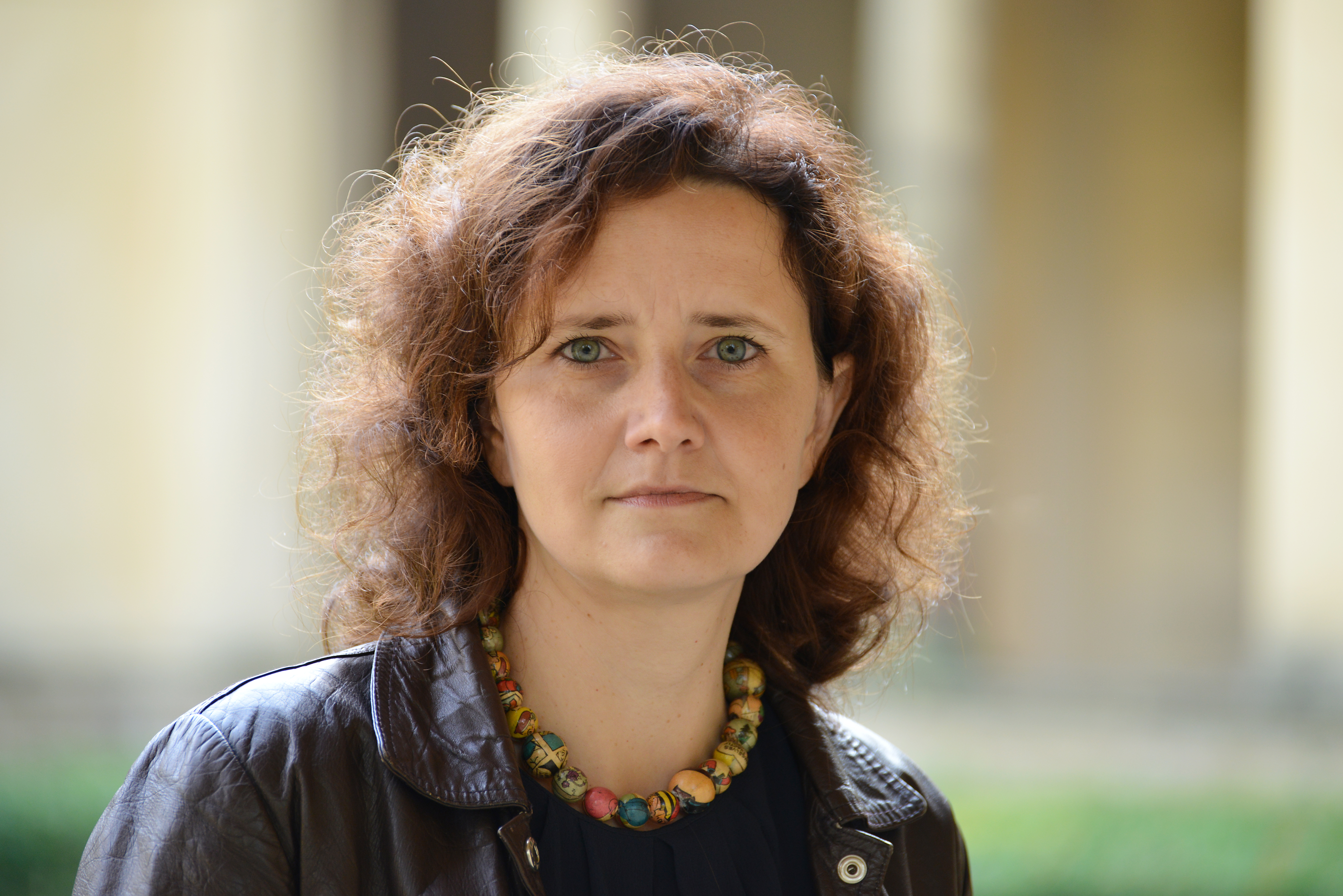
Julia Schoch (2017)

Julia Schoch (* 17. Mai 1974 in Bad Saarow-Pieskow, Kreis Fürstenwalde, DDR) ist eine deutsche Schriftstellerin und Übersetzerin. Sie schreibt Romane, Erzählungen, Essays, Hörspiele und war als Kolumnistin tätig.

## Leben
Schoch wurde als Tochter eines Offiziers und einer Buchhändlerin in Bad Saarow-Pieskow geboren. Sie wuchs in Eggesin (Kreis Ueckermünde) auf, einer Kleinstadt am südlichen Ufer des Stettiner Haffs und große Garnisonsstadt in der DDR. 1986 zog die Familie nach Potsdam. Dort besuchte Schoch 1987/88 die Kinder- und Jugendsportschule. Als Steuerfrau im Vierer mit Steuermann wurde sie mit ihrer Mannschaft DDR-Meisterin. Von 1988 bis 1992 besuchte sie die Erweiterte Oberschule „Hermann von Helmholtz“ (heute Helmholtz-Gymnasium) in Potsdam. Nach dem Abitur studierte Schoch Germanistik und Romanistik an der Universität Potsdam, in Montpellier und Bukarest. In den neunziger Jahren arbeitete sie neben dem Studium im Kino „Melodie“ in Potsdam. Bevor sie 2003 freiberufliche Autorin und Übersetzerin wurde, lehrte sie französische Literatur an der Universität Potsdam. Sie ist Mitglied des Deutschen PEN-Zentrums. Abgesehen von längeren Auslandsaufenthalten lebt sie zusammen mit ihrem Mann und zwei Kindern in Potsdam.

## Auszeichnungen (Auswahl)
- 2001 Förderpreis zum Brandenburgischen Literaturpreis
- 2002 Förderpreis zum Friedrich-Hölderlin-Preis der Stadt Bad Homburg
- 2003 Förderpreis zum Meersburger Droste-Preis; Hermann-Lenz-Stipendium
- 2004 Stefan-George-Preis für Forever Valley von Marie Redonnet[1]
- 2005 Preis der Jury beim Ingeborg-Bachmann-Wettbewerb
- 2006 Dresdner Stadtschreiberin
- 2007 Stadtschreiberin zu Rheinsberg
- 2008 Kunstpreis Literatur der Land Brandenburg Lotto GmbH[2]
- 2008 Stipendium, Deutsches Studienzentrum in Venedig
- 2009 Nominierung zum Preis der Buchmesse und Platz 1 der SWR-Bestenliste
- 2011 Aufenthaltsstipendiatin in der Casa Baldi, Deutsche Akademie Rom Villa Massimo[3]
- 2011 André-Gide-Preis für die Übersetzung von Georges Hyvernauds La peau et les os
- 2022 Ehrengabe der Deutschen Schillerstiftung[4]
- 2023 Schubart-Literaturpreis für Das Vorkommnis[5]
- 2024 Mainzer Stadtschreiberin[6]

## Werke

### Einzelveröffentlichungen
- Der Körper des Salamanders. Erzählungen. Piper, München 2001 ISBN 3-492-04375-5
- Verabredungen mit Mattok. Roman. Piper, München 2004 ISBN 3-492-04574-X
- Steltz & Brezoianu. Prosaminiaturen. Edition AZUR im Glaux Verlag Christine Jäger, Jena 2007 ISBN 978-3-940265-02-9
- Mit der Geschwindigkeit des Sommers. Roman. Piper, München 2009 ISBN 978-3-492-05252-8
- Selbstporträt mit Bonaparte. Roman. Piper, München 2012 ISBN 978-3-492-30306-4
- Schöne Seelen und Komplizen. Roman. Piper, München 2018 ISBN 978-3-492-05773-8
- Fontaneske. Einmal so schreiben, so reisen, als ginge es um nichts. Vacat, Potsdam 2019 ISBN 978-3-930752-57-7
- Das Vorkommnis. Biographie einer Frau. Roman. dtv, München 2022 ISBN 978-3-423-29021-0[7] [Erster Teil der Trilogie mit dem Titel Biographie einer Frau]
- Das Liebespaar des Jahrhunderts. Roman. dtv, München 2023, ISBN 978-3-423-28333-5[8] [Zweiter Teil der Trilogie mit dem Titel Biographie einer Frau]
- Wild nach einem wilden Traum. Roman. dtv, München 2025, ISBN 978-3-423-28425-7 [Dritter Teil und Abschluss der Trilogie mit dem Titel Biographie einer Frau]
- Love love love. Ein Gruß aus der Zukunft. Rede an die saarländischen Abiturientinnen und Abiturienten des Jahres 2023, Conte Verlag, St. Ingbert 2023, ISBN 978-3-95602-263-0

### Veröffentlichungen in Anthologien und Literaturzeitschriften (Auswahl)
- Schlagen im Vorübergehen. Erzählung. In: Beste Deutsche Erzähler. DVA, 2002
- Landschaft bei Aigues-Mortes. Erzählung. in: 20 unter 30. Junge deutsche Autoren. Hgg. Martin Brinkmann, Werner Löcher-Lawrence. DVA, Stuttgart 2002 ISBN 3-421-05609-9
- Die sechste Karte. Erzählung, in: Bella triste, 4, 2002
- Der klassische Held und die Freiheit, oder: Taugt der unbehelligte Mensch für die Literatur? Essay. In: Bella triste, 25, 2009
- Ich verlasse dich. In: Lies! Das Buch. Piper 2020

### Übersetzungen
- Fred Vargas: Der vierzehnte Stein. Aufbau, Berlin 2005, ISBN 3-351-03030-4.
- Fred Vargas: Die dritte Jungfrau. Aufbau, Berlin 2007, ISBN 978-3-7466-2455-6.
- Fred Vargas: Die schwarzen Wasser der Seine. Aufbau, Berlin 2007, ISBN 978-3-7466-2350-4.
- Fred Vargas: Das Zeichen des Widders. Aufbau, Berlin 2008, ISBN 978-3-351-03250-0.
- Georges Hyvernaud: Der Viehwaggon. Suhrkamp, Berlin 2007, ISBN 978-3-518-22422-9.
- Georges Hyvernaud: Haut und Knochen. Suhrkamp, Berlin 2010, ISBN 978-3-518-22456-4.
- Eugène Dabit: Hôtel du Nord. Schöffling, Frankfurt 2015, ISBN 978-3-89561-166-7.
- Daniel Anselme: Adieu Paris. Arche, Zürich 2015, ISBN 978-3-7160-2719-6.
- Antoine de Saint-Exupéry: Bekenntnis einer Freundschaft. Insel, 2016, ISBN 978-3-458-20508-1.
- Eugène Dabit: Petit-Louis. Schöffling, Frankfurt am Main 2018, ISBN 978-3-89561-167-4.
- Isabelle Eberhardt: „Nomadin war ich schon als Kind. Meine algerischen Tagebücher“. Edition Erdmann, 2018, ISBN 978-3-7374-0044-2.
- Maryam Madjidi: Du springst, ich falle. Aufbau, Berlin 2018, ISBN 978-3-351-05050-4.
- Frédéric Beigbeder: Endlos leben. Piper, München 2018, ISBN 978-3-492-05923-7.
- Victoria Mas: Die Tanzenden, München 2020, ISBN 978-3-492-07014-0.

### Hörspiel und Hörbuch
- Kaliningrader Nacht. Ursendung am 15. Januar 2008, SWR. Druck: „Rheinsberger Bogen, 25“, Kurt-Tucholsky-Literaturmuseum, Rheinsberg
- Mit der Geschwindigkeit des Sommers. Roman. Gelesen von Claudia Michelsen, speak low, Berlin 2019 ISBN 978-3-940018-69-4